# Jason Żgenti
Jason Ambrosiewicz Żgenti (ros. Ясон Амбросиевич Жгенти, ur. 1902 we wsi Kwaliti w guberni kutaiskiej, zm. ?) – funkcjonariusz radzieckich służb specjalnych, pułkownik.

## Życiorys
Urodził się w gruzińskiej rodzinie chłopskiej. Do 1915 skończył 4 klasy szkoły kolejowej w rejonie szorapanskim, a do 1918 3 klasy wyższej szkoły podstawowej w Cziaturze, później pracował w gospodarstwie ojca. Od września 1921 do marca 1922 służył w Armii Czerwonej, od kwietnia 1922 do marca 1923 był żołnierzem oddziału walki z bandytyzmem Zakaukaskiej Czeki w Ozurgeti, później ponownie pracował w gospodarstwie ojca. Od października 1926 do czerwca 1930 ponownie służył w Armii Czerwonej m.in. jako dowódca drużyny w pułku kawalerii w Tbilisi i pracownik komisariatu wojskowego w Gori. W czerwcu 1930 został funkcjonariuszem GPU w Gori, później pracował na różnych stanowiskach w gruzińskiej bezpiece, od lipca 1933 do listopada 1935 był naczelnikiem rejonowego oddziału GPU/NKWD w Kwareli, a od listopada 1935 do 21 grudnia 1936 szefem rejonowego oddziału NKWD w Kobuleti (Adżarska ASRR). Od 21 grudnia 1936 do sierpnia 1937 był szefem rejonowego oddziału NKWD w Ambrolauri, od sierpnia 1937 do września 1938 szefem rejonowego oddziału NKWD w Czochatauri, od września 1938 do listopada 1940 szefem Zarządu NKWD Południowoosetyjskiego Obwodu Autonomicznego, a od listopada 1940 do 25 marca 1941 szefem Wydziału 3 Zarządu Bezpieczeństwa Państwowego (UGB) NKWD Gruzińskiej SRR. Od 25 marca do 29 kwietnia 1941 był ludowym komisarzem bezpieczeństwa państwowego Abchaskiej ASRR, od maja do grudnia 1941 był szefem NKWD w Kutaisi, a od 11 marca 1942 do 1949 szefem Wydziału do Walki z Bandytyzmem NKWD Gruzińskiej SRR. Później kierował m.in. Wydziałem Więziennictwa MWD Gruzińskiej SRR (od 13 grudnia 1950 do listopada 1952), był szefem Zarządu Milicji i wiceministrem bezpieczeństwa państwowego Gruzińskiej SRR ds. milicji (od listopada 1952 do marca 1953), od 10 kwietnia 1953 do 4 grudnia 1954 był szefem Zarządu Milicji i wiceministrem spraw wewnętrznych Gruzińskiej SRR ds. milicji.

## Awanse
- starszy porucznik bezpieczeństwa państwowego (1939)
- kapitan bezpieczeństwa państwowego (19 czerwca 1940)
- major bezpieczeństwa państwowego (5 maja 1942)
- pułkownik bezpieczeństwa państwowego (14 lutego 1943)

## Odznaczenia
- Order Lenina (6 sierpnia 1949)
- Order Czerwonego Sztandaru (dwukrotnie, 15 stycznia 1945 i 20 marca 1952)
- Order Wojny Ojczyźnianej II klasy (24 lutego 1946)
- Order Czerwonej Gwiazdy (dwukrotnie, 20 września 1943 i 15 stycznia 1945)
- Order „Znak Honoru” (24 lutego 1941)
- Odznaka Honorowego Funkcjonariusza Czeki/GPU (XV) (17 stycznia 1938)
- Odznaka Zasłużonego Funkcjonariusza NKWD (25 lutego 1946)

I cztery medale.